# Tropidia quadrata
Tropidia quadrata là một loài ruồi trong họ Ruồi giả ong (Syrphidae). Loài này được Say mô tả khoa học đầu tiên năm 1824. Tropidia quadrata phân bố ở miền Tân bắc